# T'inquiète pas, ça se soigne
Pour plus de détails, voir Fiche technique et Distribution.
T'inquiète pas, ça se soigne est un film français réalisé par Eddy Matalon sorti en 1980.

## Synopsis
Dans un grand hôpital parisien nous suivons le stage de plusieurs internes. Un poste de mandarin, d'un professeur, est subitement à prendre.

## Fiche technique
Source : IMDb, sauf mention contraire
- Titre : T'inquiète pas, ça se soigne
- Réalisation : Eddy Matalon
- Scénario : Jean-Jacques Tarbès et Eddy Matalon
- Photographie : Jean-Jacques Tarbès
- Montage : Laurent Quaglio
- Musique : Didier Vasseur
- Décors : Jacques Brégonzio
- Costumes : Elyane Villes-Mirowski
- Producteurs : Nicole M. Boisvert, Michelle de Broca
- Sociétés de production : CAA, Fildebroc, Maki Films et Top n°1
- Société de distribution : Union Générale Cinématographique (UGC) et UBC Distribution
- Pays d'origine :  France
- Format : Couleur
- Genre : Comédie
- Durée : 87 minutes
- Date de sortie :
  - France : 22 octobre 1980

## Distribution
- Bernard Le Coq : Fernand Tabard
- Jean-Michel Dupuis : Jean Marin
- Véronique Rivière : Véronique Duval
- Pierre-Olivier Scotto : Sylvain Morelli
- Gérard Hérold : Patrice Deschamps
- Marco Perrin : Michel Palabert
- Francis Lemaire : prof. Philippe Sandor
- Guy Tréjan : prof. Jean Poitevin
- Jacques Sereys : Jacques Duval
- Hubert Deschamps : Siméon
- Jean Rougerie : prof. Alfred de Vavin
- Gérard Caillaud : Cheminat
- Rosy Varte : infirmière Rose Carlin
- Maaike Jansen : infirmière Josie Legrand
- Alexandre Rignault : Corbucci
- Bonnafet Tarbouriech : L'externe Thierry
- Max Montavon : un patient
- Théo Légitimus : Amédée
- Sophie Grimaldi : Mme Duval
- Victor Garrivier : Marcel, le gardien
- Christiane Muller : Mme Bellard
- Christian Chauvaud : L'infirimier hippie
- André Vaultier : Un malade